# 小安重夫
小安 重夫（こやす しげお、1955年 - ）は、日本の免疫学者。

## 略歴
- 1978年 東京大学理学部生物化学科卒業
- 1981年 東京都臨床医学研究所（細胞生物学研究部）研究員
- 1988年-1995年 ハーバード大学医学部ダナ・ファーバー癌研究所のポストドクトラルフェロー、助手、助教授、准教授を勤める
- 1995年 慶應義塾大学医学部教授
- 2002年 科学技術振興機構戦略的創造研究推進事業(CREST)研究者(〜2008年3月）
- 2003年- 理化学研究所統合生命医科学研究センター免疫細胞システム研究グループ　グループディレクター
- 2015年4月-　理化学研究所　理事
- 2023年4月-　量子科学技術研究開発機構　理事長